# Bay View, Ohio
Bay View är en ort i Erie County i delstaten Ohio, USA.